# 行政总监
行政总监是主管一个企业日常运营并为其表现负全责的高管。设立在所有行业、非盈利组织和公共贸易部门中，这些管理专业人员是维持他们供职的企业诸项职能的专家。

## 政府及非盈利组织
行政总监对私有，公共或政府组织的行政管理负责，对该组织的实际首长负责。
在市政机构中，行政总监这一头衔等同于城市经理（city manager）、县行政长官（county administrator）或县执行长官（county executive）。特别地，行政总监并不拥有诸如任免各部长的权力。
在英国，上市公司的CAO必须是特许秘书（Institute of Chartered Secretaries and Administrators），律师， 认证／注册会计师或其他有同等阅历的人士。

## 非政府组织
CAO是一个组织中最高级别的成员，管理日常运营并通常直接向CEO汇报。在一些公司里，CAO就是总裁。他非常像COO却与在盈利目的的公司中更高头衔的CEO不同。

## 联合国
联合国中，秘书长是实际首长。联合国秘书长，作为外交家倡导者、公务员和CEO，是联合国精神的象征和世界人民利益的代言人，尤其是那些穷困脆弱的人们。联合国宪章还授权秘书长“提请安理会注意他认为可能威胁国际和平与安全的任何事件”。这些准则规定了秘书长的权利并授予其相当大的行动权。秘书长最重要的职责就是利用其斡旋（good office）——借自身的独立，公正和正直公开或私下采取措施——来防止国际争端的发生、恶化、扩散。
秘书长任命所有联合国的职员。